# Galij Szamigułow
Galij Kamaletdinowicz Szamigułow (ros. Галий Камалетдинович Шамигулов, ur. 15 października 1890 w Sterlitamaku, zm. 25 listopada 1959 w Kijowie) – radziecki polityk, działacz partyjny, przewodniczący Rady Komisarzy Ludowych Baszkirskiej ASRR (1920).

## Życiorys
Od 1899 pracował w fabryce w Sterlitamaku, od 1912 członek SDPRR(b), prowadził działalność rewolucyjną m.in. w Kysztymie, Sterlimataku i Kurganie, 1917-1920 funkcjonariusz partyjny w Czelabińsku, Orenburgu i Ufie. Uczestnik wojny domowej w Rosji, od lipca do października 1920 przewodniczący Centralnego Komitetu Wykonawczego (CIK) i Rady Komisarzy Ludowych Baszkirskiej ASRR, 1921-1923 pracownik Biura Komunistycznych Organizacji Narodów Wschodu przy KC RKP(b), 1923-1924 pracownik Ludowego Komisariatu Aprowizacji Turkiestańskiej Socjalistycznej Republiki Radzieckiej, 1924-1925 pracownik Baszkirskiego Obwodowego Związku Stowarzyszeń Spożywców, 1925-1951 pracownik przedsiębiorstw Ludowego Komisariatu/Ministerstwa Przemysłu Tekstylnego ZSRR. Odznaczony Orderem Czerwonego Sztandaru Pracy (1944).